# Pseudolopha
Pseudolopha is een geslacht van kevers uit de familie bladkevers (Chrysomelidae).
De wetenschappelijke naam van het geslacht werd in 1998 gepubliceerd door Medvedev & Regalin.

## Soorten
- Pseudolopha laeta Medvedev & Regalin, 1998